# 卡菈·踢
Karla Kick，暫譯卡菈·踢，是2011年女子世界盃足球賽的官方吉祥物。
Karla Kick由位於法兰克福的创意公司GMR Marketing GmbH设计，於2010年U20女子世界盃的開幕式上首度亮相。Karla Kick的造型為一隻貓，身穿白色襯衫，黑色褲子，白色的襪子和球鞋，衣著與德國國家女子足球隊的球衣相同。她的生日設定為1995年6月18日，正好是德國國家女子足球隊第一次進入女子世界盃足球賽決賽的日子。

## 外部連結
- 2011德国女足世界杯-德语德国网站 （页面存档备份，存于）
- Official mascot - Karla Kick （页面存档备份，存于）